# Curtiss P-40 Warhawk
Curtiss P-40 Warhawk — одномоторний, одномісний, суцільнометалевий винищувач і штурмовик часів Другої світової війни. Винищувач P-40 розроблений американською корпорацією «Кертісс-Райт». Основою конструкції послужив винищувач «Гок-75» (P-36), що випускався з 1936 року.

## Історія
Будівництво винищувача було розпочате на головному виробничому підприємстві корпорації Curtiss-Wright в Баффало, Нью-Йорк.

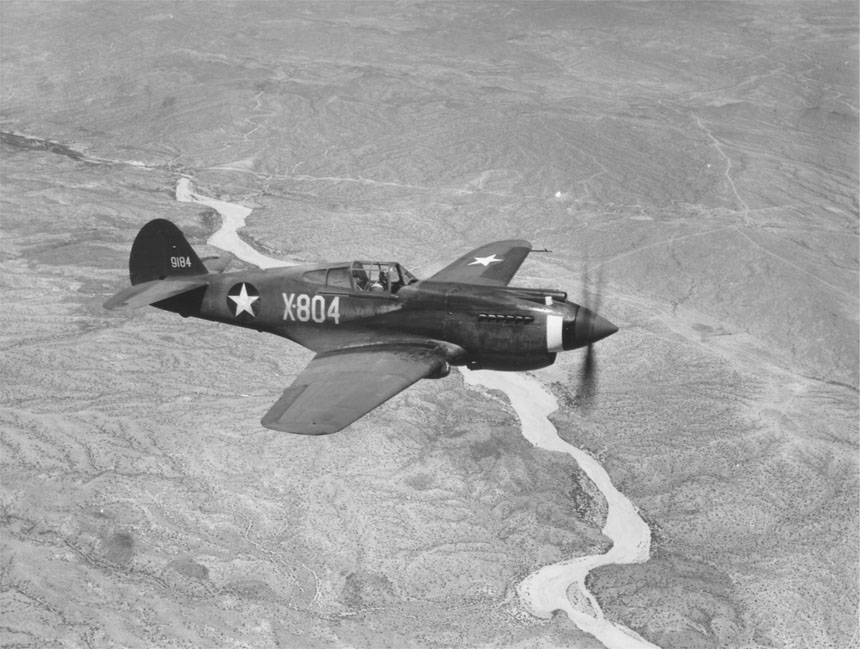
Рання модель P-40

Перший політ винищувач здійснив у 1938 році. Літак був на озброєнні військово-повітряних сил 28 країн, у тому числі у союзних держав під час Другої світової війни, і залишився на службі до самого кінця війни. Це був третій за кількістю побудованих американських винищувачів після Р-51 та Р-47. В листопаді 1944 року, коли виробництво Р-40 припинили, кількість побудованих машин сягнула 13 738 штук, і всі вони були побудовані на головному виробничому підприємстві корпорації Curtiss-Wright в Баффало, Нью-Йорк.
Конструкція Р-40 була модифікацією попереднього літака моделі Curtiss P-36 Hawk, це дало скорочення часу для розробки і запуску нового винищувача у серійне виробництво та спростило технічне обслуговування.

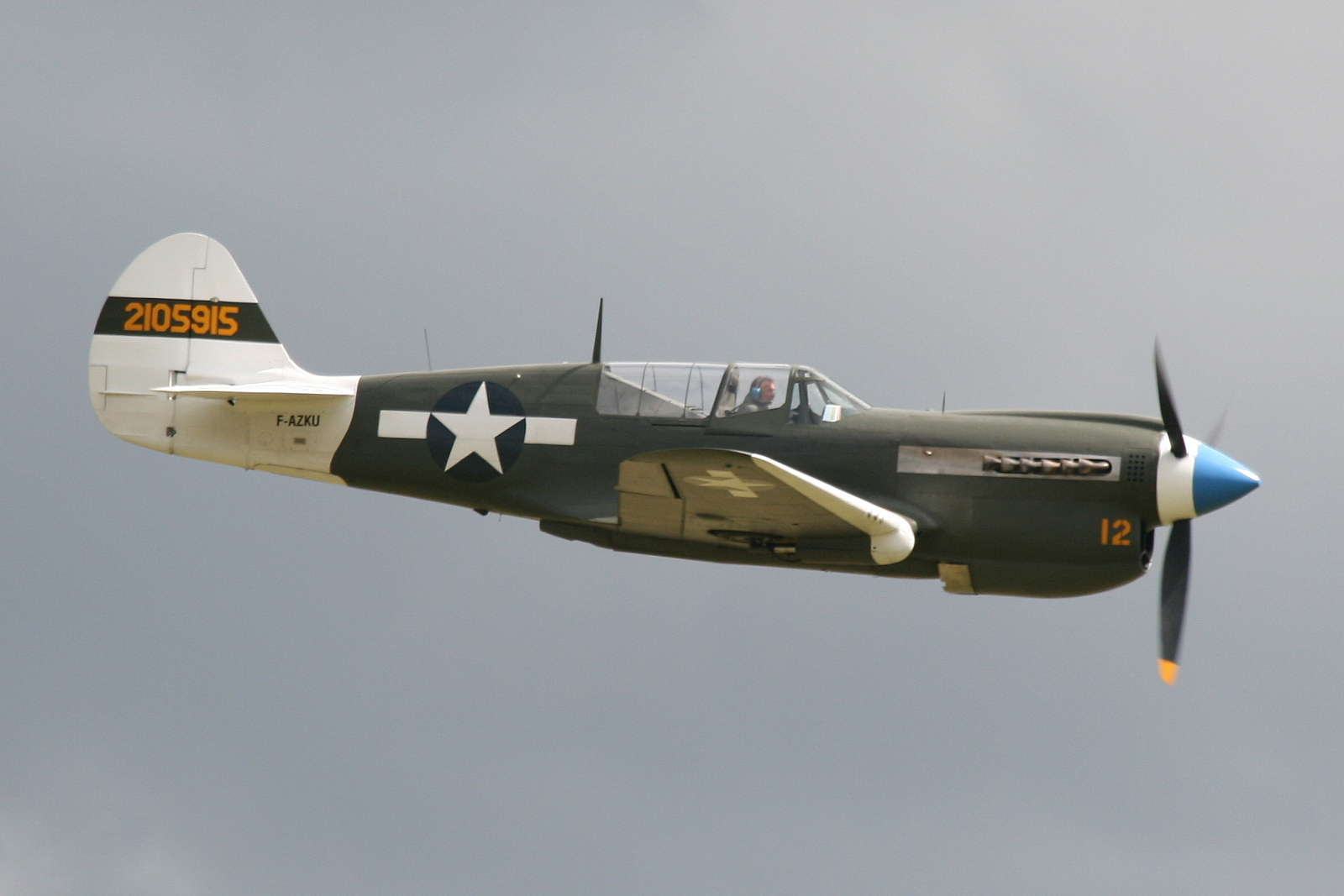
Curtiss P-40N Warhawk «Маленька Жанна» у польоті

Ім'я «Warhawk» в авіаційному корпусі армії Сполучених Штатів було прийнято для всіх моделей, це була офіційна назва в США для всіх Р-40s. В країнах Британської співдружності і в Радянських військово-повітряних силах використовували ім'я «Томагавк» («Tomahawk») для моделей P-40B і P-40C, і ім'я «Кіттігок» («Kittyhawk») для моделі P-40D і всіх наступних варіантів.
З 1939 року винищувач надходить на озброєння ВПС США. Він мав 19 модифікацій. У загальній складності фірмою було побудовано близько 15 тисяч винищувачів P-40 всіх модифікацій, які перебували на озброєнні 26 країн світу (у тому числі 2243 літака були поставлені в СРСР). Останній серійний P-40 зійшов з конвеєра 30 листопада 1944 року.

## Тактико-технічні характеристики (P-40E)

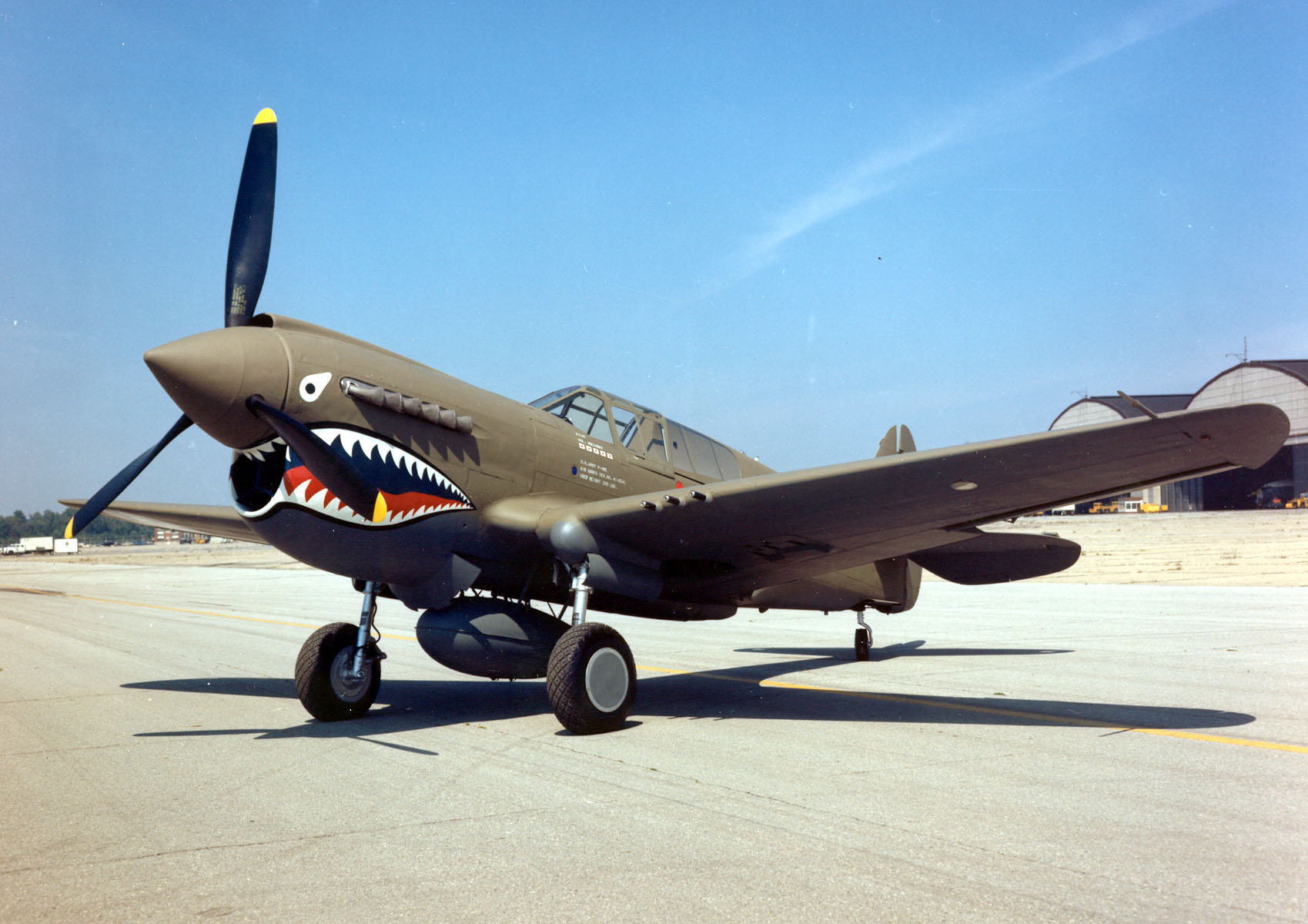
Curtiss P-40E Warhawk в Національному музеї ВПС США в Дейтоні (США)

### Технічні характеристики
- Екіпаж: 1 людина
- Довжина: 9,66 м
- Розмах крила: 11,38 м
- Висота: 3,76 м
- Площа крила: 21,92 м²
- Маса порожнього: 2 880 кг
- Маса спорядженого: 3 760 кг
- Максимальна злітна маса: 4 000 кг
- Двигуни: 1 × V-12 Allison V-1710-39 потужністю 1150 к.с. (860 кВт)

### Льотні характеристики
- Максимальна швидкість: 580 км / год
- Крейсерська швидкість: 435 км / год
- Практична дальність: 1 100 км
- Практична стеля: 8800 м
- Швидкопідйомність: 11 м / с
- Навантаження на крило: 171,5 кг / м ²
- Тягооснащеність: 230 Вт / кг

### Озброєння
- Кулеметне озброєння: 6 × 12,7 мм (0,50 дюймових) кулеметів Браунінг M2, 281 патрон на ствол
- Бомбове навантаження: від 110 до 450 кг бомб. Всього може нести до 907 кг на трьох підвісках (одна під фюзеляжем і дві під крилами).

## Використовувався в країнах

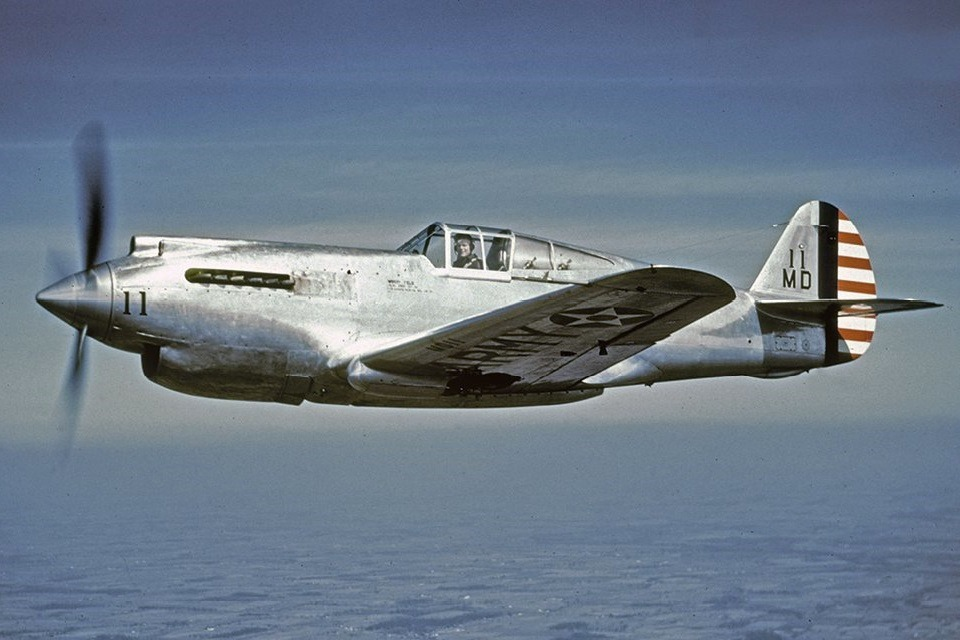
XP-40 в польоті

- Австралія — Королівські ВПС Австралії;
- Бразилія — Військово-повітряні сили Бразилії;
- Велика Британія — Королівські ВПС Великої Британії
- Єгипет — Військово-повітряні сили Єгипту;
- ПАР — Військово-повітряні сили ПАР
- Канада — Королівські ВПС Канади;
- Чилі — Військово-повітряні сили Чилі;
- Фінляндія — Військово-повітряні сили Фінляндії;
- Франція — Військово-повітряні сили Франції;
- Японія — ВПС Імператорської армії Японії;
- Нідерланди — ВПС Королівської армії Нідерландів;
- Нова Зеландія — Королівські ВПС Нової Зеландії;
- Польща — ВПС Польщі;
- СРСР — Військово-повітряні сили СРСР;
- Туреччина — Військово-повітряні сили Туреччини;
- Китай — ВПС Китайської Республіки.
- США — Військово-повітряні сили армії США

### Літаки для порівняння
- США — Bell P-39 Airacobra — одномісний одномоторний винищувач (1941—1950);
- Франція — Dewoitine D.520 — одномісний винищувач фірми Dewoitine (1940—1953);
- Німеччина — Focke-Wulf Fw 190 — одномісний одномоторний поршневий винищувач-моноплан (1941—1945);
- США — Grumman F4F Wildcat — одномісний винищувач-бомбардувальник (1940—1945);
- Велика Британія — Hawker Hurricane — винищувач-бомбардувальник (1937—1944);
- Японія — Kawasaki Ki-61 Hien — винищувач суцільнометалевої конструкції (1941—1945);
- СРСР — ЛаГГ-3 — одномісний одномоторний поршневий винищувач (1941—1944);
- Італія — Macchi C.202 Folgore — одномісний винищувач (1941—1943);
- Німеччина — Messerschmitt Bf 109 — одномісний винищувач (1937—1945);
- Велика Британія — Супермарін Спітфайр — винищувач, перехоплювач, розвідник (1938—1957);
- СРСР — Як-1 — одномоторний літак-винищувач (1941—1944).